# اسکار بنالکاسار
اسکار بنالکاسار (اسپانیایی: Óscar Benalcázar‎؛ زادهٔ ۲ نوامبر ۱۹۴۲) بازیکن بسکتبال اهل پرو بود. وی در بازی‌های المپیک تابستانی ۱۹۶۴ شرکت کرده‌است.